# Meridiano 50 E
O meridiano 50 E é um meridiano que, partindo do Polo Norte, atravessa o Oceano Ártico, Europa, Ásia, África, Oceano Índico, Madagáscar, Oceano Antártico, Antártida e chega ao Polo Sul. Forma um círculo máximo com o Meridiano 130 W.
Começando no Polo Norte, o meridiano 50 Este tem os seguintes cruzamentos:
| País, território ou mar | Notas                                                                  |
| ----------------------- | ---------------------------------------------------------------------- |
| Oceano Ártico           |                                                                        |
| Rússia                  | Zemlya Georga e ilha Bruce, Terra de Francisco José                    |
| Oceano Ártico           | Mar de Barents                                                         |
| Rússia                  | Ilha Kolguyev e continente                                             |
| Cazaquistão             |                                                                        |
| Mar Cáspio              |                                                                        |
| Azerbaijão              |                                                                        |
| Mar Cáspio              |                                                                        |
| Irão                    |                                                                        |
| Golfo Pérsico           |                                                                        |
| Arábia Saudita          |                                                                        |
| Iêmen                   |                                                                        |
| Oceano Índico           | Golfo de Áden                                                          |
| Somália                 |                                                                        |
| Oceano Índico           |                                                                        |
| Madagáscar              |                                                                        |
| Oceano Índico           | Passa a oeste das Ilhas Crozet, Terras Austrais e Antárticas Francesas |
| Oceano Antártico        |                                                                        |
| Antártida               | Território Antártico Australiano, reclamado pela Austrália             |